# Carsten-Otto Nagel

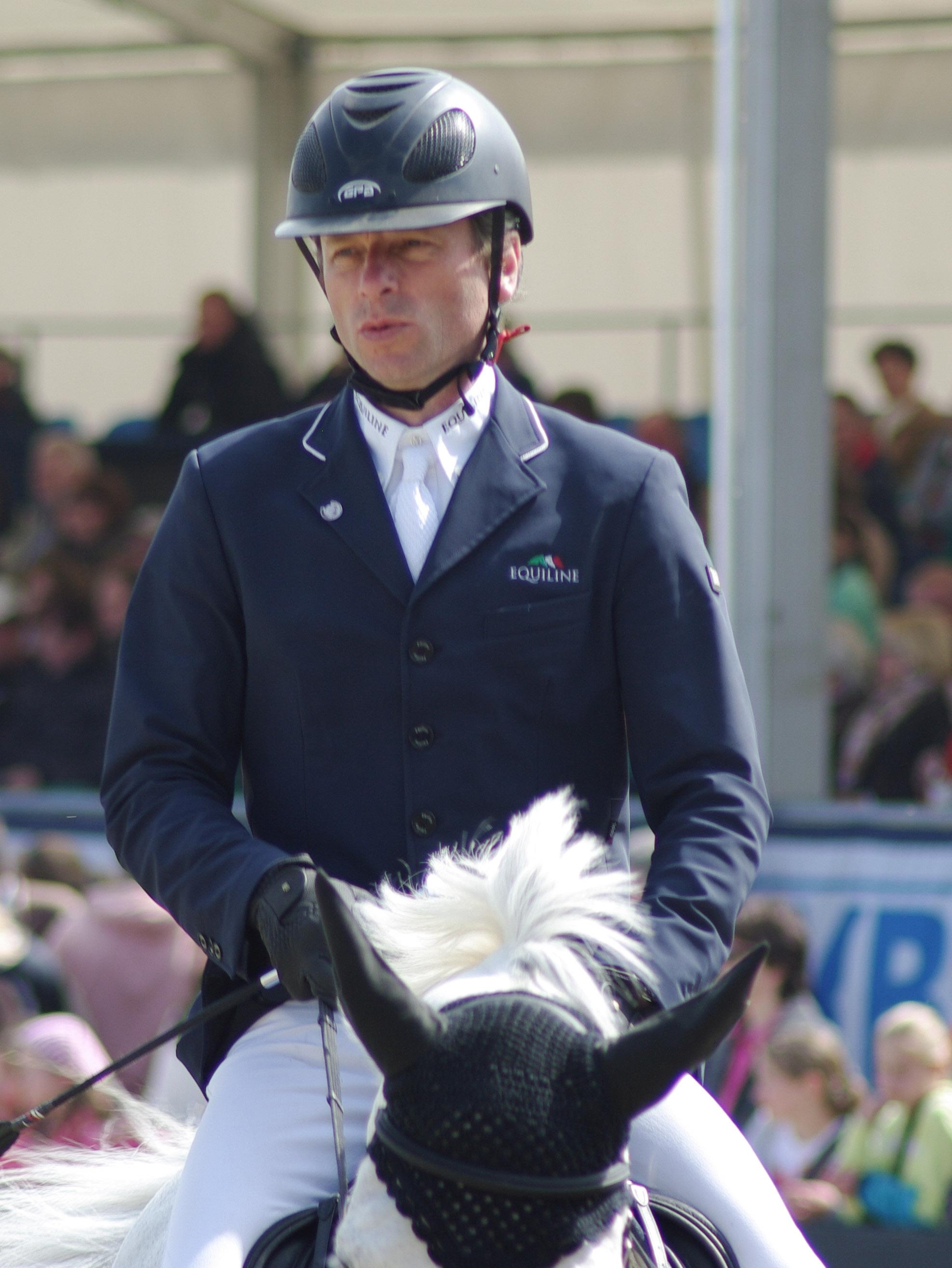
Carsten-Otto Nagel im Sattel von Corradina (2013)

Carsten-Otto Nagel (* 23. September 1962 in Marne) ist ein deutscher Springreiter, Pferdewirtschaftsmeister und Landwirt.

## Werdegang
Carsten-Otto Nagel ritt zum ersten Mal im Alter von sechs Jahren auf dem elterlichen Hof in Friedrichskoog und gewann bereits mit 12 Jahren sein erstes schweres Springen. Von 1992 an war er im Stall Moorhof in Holm beschäftigt.
Sein erster Karrierehöhepunkt gelang Nagel im Jahr 1999: Er gewann erstmals das Deutschen Spring-Derby in Hamburg und den Deutschen Meistertitel. Daraufhin wurde Carsten-Otto Nagel mit dem Holsteiner L’Eperon für die deutsche Championatsmannschaft nominiert, die in Hickstead bei den Europameisterschaften die Mannschafts-Goldmedaille gewann. Im Frühjahr 2000 nahm Carsten-Otto Nagel am Weltcupfinale teil. Ebenso im Jahr 2000 wurde er mit der Sportplakette des Landes Schleswig-Holstein ausgezeichnet. An den Sichtungen für die Olympischen Sommerspiele 2000 konnte Nagel nicht teilnehmen, da sowohl L’Eperon als auch sein zweites Pferd in dieser Zeit, die Stute Deichgräfin, verletzt waren.
Seine zweite und bisher größte Erfolgsphase erlebte Carsten-Otto Nagel um das Jahr 2010 herum mit der Holsteiner Stute Corradina. In den Jahren 2009 und 2011 gewann er bei den Europameisterschaften die Einzel-Silbermedaille. Bei seiner einzigen Weltmeisterschaftsteilnahme, 2010 bei den Weltreiterspielen, kam er mit Corradina auf Rang fünf der Einzelwertung. Nur 0,17 Punkte Rückstand verhinderten die Teilnahme am Finale des besten vier mit Pferdewechsel. Mit nur einem Pferd für den Topsport auf 5*-Niveau befand er sich in dieser Phase meist um Platz 50 der Springreiter-Weltrangliste. Seine beste Platzierung erreichte er im Mai 2012 mit Rang 22 der Weltrangliste. In die Erfolgsphase mit Corradina fiel auch Nagels zweite Erfolgsphase beim Deutschen Springderby: Mit Lex Lugar gewann er dort 2010 und hatte weitere Topplatzierungen in den Folgejahren.
Nach der Verabschiedung von Corradina reduzierten sich die internationalen Startmöglichkeit für Nagel, er rutschte entsprechend in der Weltrangliste ab. Im Jahr 2013 übernahm Carsten-Otto Nagel von Janne Friederike Meyer den Schimmelwallach Holiday by Solitour, mit dem ihm Erfolge in Großen Preisen bis auf CSI 3*-Niveau gelangen. Mit der Schimmelstute L’Esperance stellten sich um das Jahr 2020 herum wieder vermehrt Erfolge bei nationalen und internationalen Prüfungen in Deutschland ein. Doch vor Beginn der Deutschen Meisterschaften 2021 verletzte sich die Stute so schwer, dass sie eingeschläfert werden musste.
Im Herbst 2021 verließ Nagel den Stall Moorhof. Er hat seine Pferde seitdem auf der Reitanlage der Familie seiner Ehefrau in Lilienthal, knapp außerhalb der Stadtgrenze von Bremen, stationiert.

## Privates
Carsten-Otto Nagel stammt aus einer Reiterfamilie, sein Cousin ist der ehemalige Springreiter Tjark Nagel, dessen Sohn ist Björn Nagel.
Im Juni 2021 heiratete Nagel die Springreiterin Mylène Diederichsmeier, mit der er zuvor bereits 14 Jahre liiert war. Im Oktober 2015 wurde ihr gemeinsamer Sohn geboren.

## Pferde
ehemalige Turnierpferde

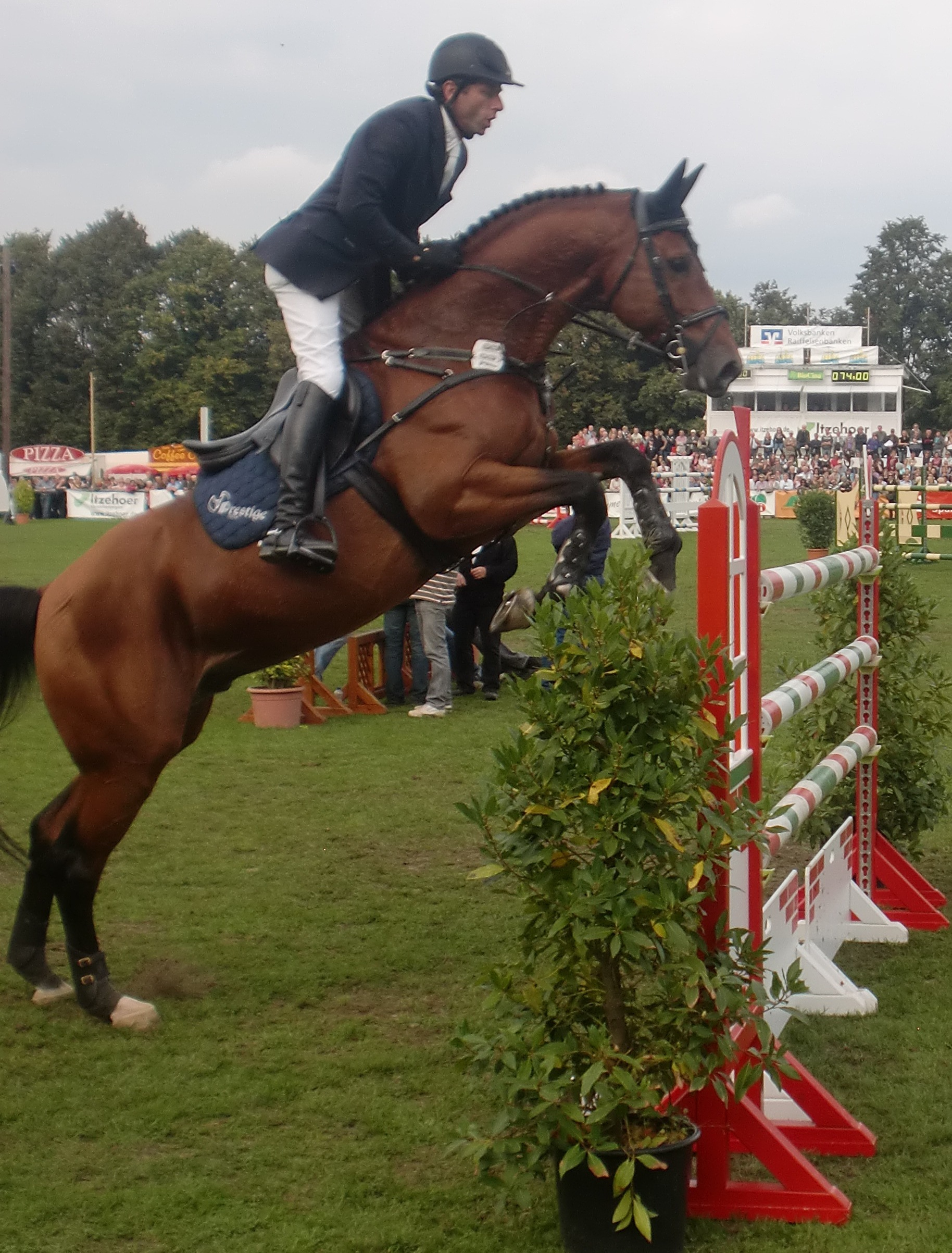
Carsten-Otto Nagel und Lex Lugar

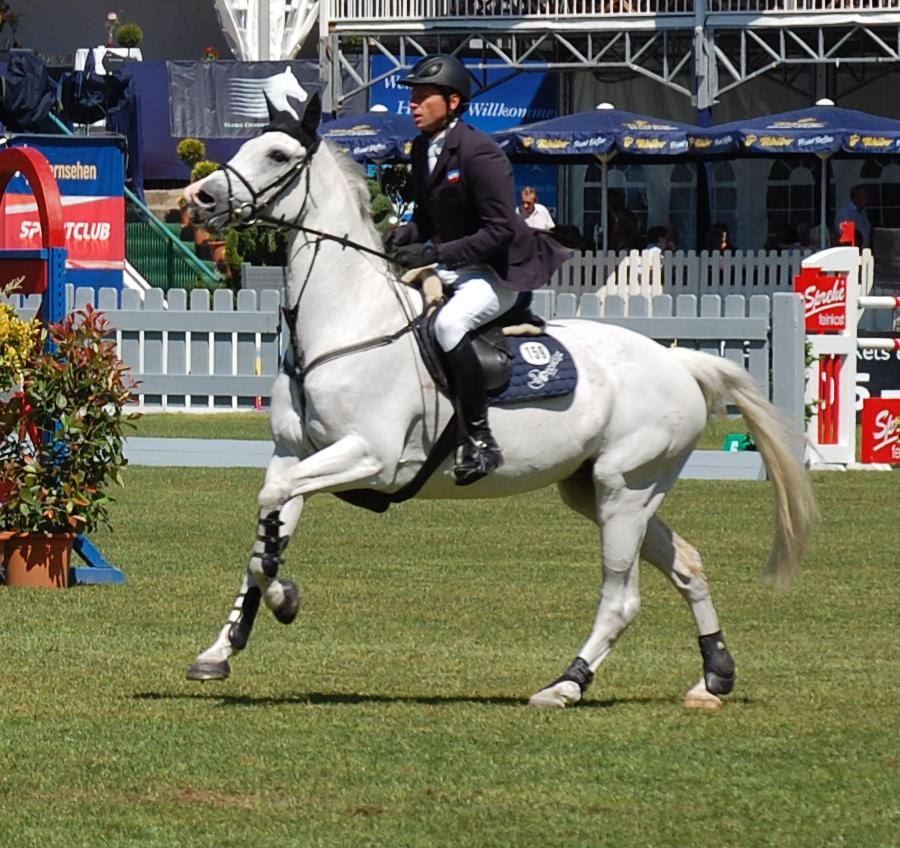
Carsten-Otto Nagel und Corradina

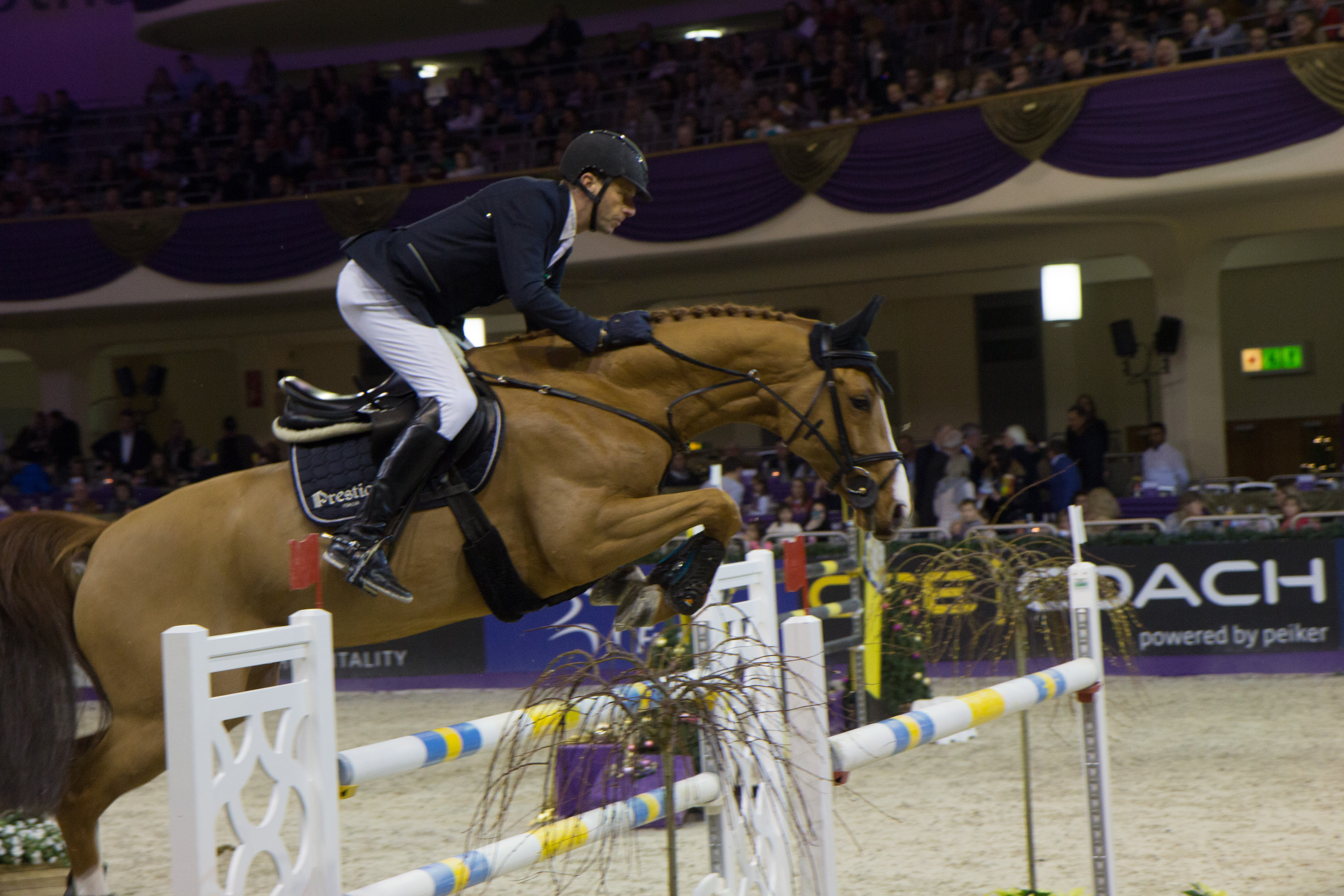
Carsten-Otto Nagel und Castello 213

- L’Esperance (2009–2021); Holsteiner Schimmelstute, Vater: Lord Z, Muttervater: Corrado I; im Juni 2021 nach einem Beinbruch eingeschläfert[10][11]
- Chairman (* 2005), Holsteiner Schimmelwallach, Vater: Casall, Muttervater: Lacapo; bis Mai 2017 von Niclas Aromaa geritten, ab Mai 2019 von Simon Heineke geritten[12]
- Calle Cool (* 1997), dunkelbrauner Holsteiner Wallach, Vater: Concerto II, Muttervater: Landgraf I, ab September 2010 von Nisse Lüneburg geritten[13][14]
- Cazaro (* 2000), brauner Holsteiner Wallach, Vater: Chambertin, Muttervater: Athlet Z, ab Juli 2013 von Nisse Lüneburg geritten[15]
- Chienos (* 1996), brauner Holsteiner Wallach; Vater: Chamonix, Muttervater: Grandioso, ab Juli 2009 von Nisse Lüneburg geritten[16][17]
- Corradina 2 (* 1998), Holsteiner Schimmelstute, Vater: Corrado I, Muttervater: Sandro, im Juli 2014 aus dem Sport verabschiedet[18]
- Holiday by Solitour (* 2001, ursprünglicher Name: Consens), Holsteiner Schimmelwallach, Vater: Contendro I, Muttervater: Cascavelle, bis Anfang 2013 von Janne Friederike Meyer geritten[19]
- Lex Lugar (* 2000), brauner Oldenburger Hengst, Vater: Lordanos, Muttervater: Landadel
- Rarität 13 (* 2001), braune Holsteiner Stute, Vater: Carnute, Muttervater: Lord; wurde anschließend ab dem Frühjahr 2014 von Nisse Lüneburg geritten[20][21]

## Erfolge
Weltreiterspiele:
- 2010 in Lexington: mit Corradina 1. Platz in der Mannschaft, 5. Platz im Einzel

Europameisterschaften:
- 1999 in Hickstead: 1. Platz in der Mannschaft, 20. Platz im Einzel
- 2009 in Windsor: mit Corradina 3. Platz in der Mannschaft, 2. Platz im Einzel
- 2011 in Madrid: mit Corradina 1. Platz in der Mannschaft, 2. Platz im Einzel
- 2013 in Herning: mit Corradina 2. Platz in der Mannschaft, 28. Platz im Einzel

Weltcupfinale:
- 2000, Las Vegas: 26. Platz mit Deichgräfin

Deutsche Meisterschaften:
- 1999, Verden: Deutscher Meister mit L'Èperon
- 2003, Gera-Milbitz: 6. Platz mit Elwood
- 2009, Balve-Wocklum: Bronzemedaille mit Corradina
- 2011, Balve-Wocklum: 4. Platz mit Corradina
- 2013, Balve-Wocklum: 2. Platz mit Corradina
- 2018, Balve-Wocklum: 5. Platz mit Chairman

Landesmeisterschaft Schleswig-Holstein:
- 2016, Bad Segeberg: 2. Platz mit Womanizer
- 2017, Bad Segeberg: 1. Platz mit Womanizer
- 2018, Bad Segeberg: 1. Platz mit Chairman

Riders Tour:
- 2008 und 2013: Sieger Gesamtwertung
- 2014: 2. Platz Gesamtwertung

Deutschen Spring-Derby:
- 1999: Sieg mit Wienerwirbel
- 2010: Sieg mit Lex Lugar
- 2013: 2. Platz mit Lex Lugar
- 2014: 3. Platz mit Lex Lugar

weitere Erfolge (ab 2007):
- 2021: 3. Platz im Großen Preis von Redefin (CSI 2*) mit L’Esperance, 2. Platz im Großen Preis des Springflut-Festivals in Hörup (Springprüfung Klasse S***) mit Curacao
- 2020: 2. Platz im Großen Preis von Neustadt/Dosse (CSI 2*) mit L’Esperance
- 2019: 2. Platz im Großen Preis des CSI 1* Holstein International (Neumünster) mit L’Esperance
- 2018: 3. Platz im Großen Preis von Redefin (CSI 3*) mit Chairman, 1. Platz im Großen Preis von Elmlohe (Prüfung Klasse S****) mit L’Esperance, 4. Platz im Großen Preis des Oktober-CSI 2* von Riesenbeck mit Chairman
- 2017: 3. Platz im Großen Preis von Breitenburg (Springprüfung Klasse S***) mit Chairman, 3. Platz im Finale der Großen Tour bei den Bonhomme Open (Springprüfung Klasse S***) in Werder (Havel) mit Chairman, 1. Platz im Großen Preis von Schenefeld (Springprüfung Klasse S**) mit Chairman, 4. Platz im Großen Preis von Damme (CSI 2*) mit L'Esperance
- 2016: 3. Platz im Großen Preis von Kiel (CSI 3*) mit Holiday by Solitour
- 2015: 3. Platz im Großen Preis von Elmlohe (Springprüfung Klasse S****) mit Holiday by Solitour, 1. Platz im Großen Preis von Holstein International (CSI 1* Neumünster) mit Ultima, 3. Platz im Großen Preis von München (CSI 3*) mit Holiday by Solitour, 4. Platz im Großen Preis von Oldenburg (CSI 2*) mit Holiday by Solitour
- 2014: 2. Platz im Großen Preis von Neumünster (CSI 3*) mit Holiday by Solitour
- 2013:
  - Große Preise: 1. Platz in Braunschweig (CSI 4*) mit Corradina, 2. Platz in Sommerstorf (CSI 2*) mit Holiday by Solitour, 3. Platz in von Münster (CSI 3*) mit Corradina, 3. Platz in Salzburg (CSI 2* im Rahmen der Amadeus Horse Indoors) mit Ultima
  - Nationenpreise: 2. Platz in Rom (CSIO 5*) mit Corradina und 1. Platz in Falsterbo (CSIO 5*) mit Corradina
- 2012: 2. Platz im Großen Preis von Neustadt/Dosse (CSI 2*) mit Cazaro, 1. Platz im 40.000 €-Großen Preis von Sommerstorf mit Corradina, 1. Platz im Großen Preis von Dublin (CSIO 5*) mit Corradina, 1. Platz im 18.000 €-Großen Preis von Rulle mit Cazaro, 3. Platz im Großen Preis von Oslo (CSI 5*-W) mit Cazaro
- 2011: 3. Platz im Großen Preis von La Baule (CSIO 5*) mit Corradina und 2. Platz im Großen Preis von Rotterdam (CSIO 5*) mit Corradina sowie mit der deutschen Mannschaft 1. Platz im Nationenpreis von Falsterbo (CSIO 5*) mit Corradina und 1. Platz im Nationenpreis von Rotterdam (CSIO 5*) mit Corradina, 3. Platz im Großen Preis von Odense (CSI 3*) mit Cazaro
- 2010: 1. Platz im Großen Preis von St. Gallen (CSI 5*) mit Corradina, 3. Platz im Großen Preis von Rotterdam (CSI 5*) mit Corradina, Vize-Landesmeister Schleswig-Holstein / Hamburg mit Lex Lugar, 4. Platz im Großen Preis von Verona (CSI 5*-W) mit Corradina, 1. Platz im Großen Preis von Stuttgart (CSI 5*-W) mit Corradina
- 2009: 3. Platz im Großen Preis von Neumünster (CSI 3*) mit Cazaro, 2. Platz im Großen Preis von Hamburg (GCT-Wertungsprüfung, CSI 5*) mit Corradina, 3. Platz im Großen Preis von Hachenburg (CSI 3*) mit Corradina, 3. Platz im Großen Preis von Stuttgart (CSI 5*-W) mit Corradina
- 2008: 2. Platz im Deutschen Springderby mit Calle Cool, 3. Platz im Großen Preis von Balve mit Cazaro, 2. Platz im Großen Preis von Nörten-Hardenberg (CSI 3*) mit Corradina, 3. Platz im Großen Preis von Aachen (CSIO 5*) mit Corradina, 3. Platz im Großen Preis von Münster (Riders-Tour-Wertungsprüfung, CSI 4*) mit Corradina, 3. Platz im Großen Preis von Paderborn (Riders-Tour-Wertungsprüfung, CSI 4*) mit Corradina, 3. Platz im Großen Preis von Barcelona (CSIO 5*) mit Corradina, 3. Platz im Großen Preis von Oldenburg (CSI 3*) mit Cazaro, 2. Platz im Großen Preis von München (Riders-Tour-Wertungsprüfung, CSI 4*) mit Corradina
- 2007: 1. Platz im Großen Preis CSI 3* in Pforzheim mit Corradina, 1. Platz in der 1. Qualifikation zum Deutschen Springderby in Hamburg mit Chienos, 1. Platz in der 2. Qualifikation zum Deutschen Springderby in Hamburg mit Calle Cool, 2. Platz beim German Master der Springreiter (Stuttgart German Masters, CSI 5*-W) mit Corradina, 3. Platz im Großen Preis (Riders-Tour-Wertungsprüfung) in München mit Corradina, 3. Platz im Großen Preis in Warstein mit Elwood, 3. Platz im Großen Preis CSI 3* in Donaueschingen mit Corradina, 5. Platz im Großen Preis in Frankfurt am Main (CSI 4*) mit Corradina

(Stand: 11. Juli 2021)